# マリー＝アンヌ・ド・ブルボン (1689-1720)

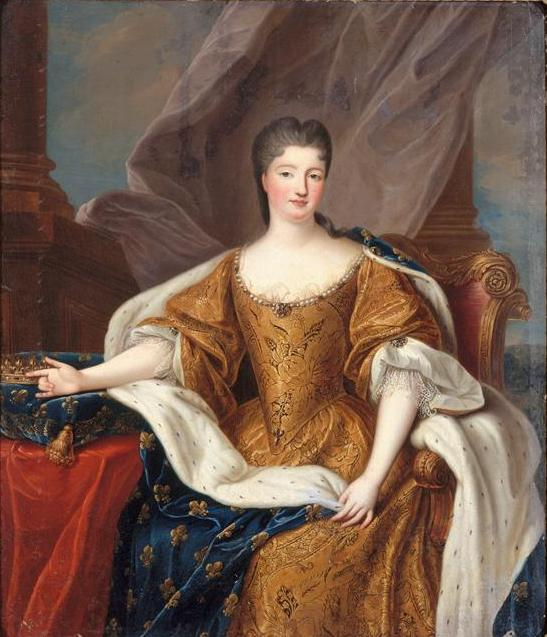
ブルボン公爵夫人マリー＝アンヌ、ピエール・ゴベール画と推定、1710年頃、ヴェルサイユ宮殿美術館蔵

マリー＝アンヌ・ド・ブルボン（Marie-Anne de Bourbon, 1689年4月18日 ヴェルサイユ宮殿 - 1720年3月21日 オテル・ド・コンデ）は、ブルボン朝フランスの女性王族、血統内親王。コンデ公ルイ・アンリの最初の妻となり、ブルボン公爵夫人（duchesse de Bourbon）と呼ばれた。

## 生涯
コンティ公フランソワ・ルイ（大コンティ親王）と、コンデ公アンリ＝ジュールの娘マリー＝テレーズの間の第1子・長女。結婚前はコンティ姫（Mademoiselle de Conti）と呼ばれた。リベルタンだった父が男女問わず性的に乱脈な生活を送り、母をかえりみなかったため、不幸な家庭環境で育った。7人きょうだいだが成育したのは彼女以外に2人だけで、弟ルイ・アルマンは父の跡を継いでコンティ公となり、妹ルイーズ＝アデライードは生涯独身を通したが、きょうだいで最も長生きした。マリー＝アンヌはこの妹よりも魅力的だと言われていた。1709年父が死ぬと、マリー＝アンヌは母との関係を修復することができた。
1713年8月9日、ヴェルサイユ宮殿で従兄にあたるコンデ家当主のブルボン公ルイ・アンリと結婚。マリー＝アンヌの弟ルイ・アルマンも、ブルボン公の妹ルイーズ・エリザベートと同じ日に一緒に結婚する二重結婚であった。コンデ家兄妹の母親であるルイーズ・フランソワーズはルイ14世王とモンテスパン夫人の間の婚外子の一人で、マリー＝アンヌらコンティ家姉弟の父の昔の恋人であった。なお、オルレアン公爵未亡人リーゼロッテによれば、マリー＝アンヌはリーゼロッテの孫娘であるオルレアン家の姫君たちが、コンデ公妃となるはずだったのを邪魔立てしようとしてこの縁組を進めたという。
ブルボン公夫妻は7年間の結婚生活で子供を得ることはなく、マリー＝アンヌはシュヴァリエ・ド・シャラール（Chevalier du Challar）という青年と不倫関係を持った。マリー＝アンヌは1720年に30歳で死去し、フォーブール・サン＝ジャックのカルメル修道院に埋葬された。

## 引用・脚注
1. ↑  Sternberg, Giora (2014). Status Interaction During the Reign of Louis XIV. Oxford: OUP Oxford. p. 181. ISBN 9780199640348